# 個人教授 (映画)
『個人教授』（こじんきょうじゅ、仏: La leçon particulière）は1968年のフランス映画である。

## 概説
コメディ作品の多いミシェル・ボワロンがメガホンを撮った、ほろ苦く切ない恋を綴った青春ラブロマンス映画の名作。高校生の少年が年上の女性に恋をする物語。ルノー・ヴェルレーはこの映画で、日本では人気者となった。また、当時アラン・ドロン夫人だったナタリー・ドロンも有名俳優の妻ではなく、演技派女優として認知された。アラン・ドロンとは翌年離婚している。ちなみに『続・個人教授』『新・個人教授』も作られたが、ほとんど関連性は無い。

## キャスト
| 役名                     | 俳優                   | 日本語吹替                                                                                    | 日本語吹替 |
| 役名                     | 俳優                   | 日本テレビ版                                                                                  | VHS版      |
| ------------------------ | ---------------------- | --------------------------------------------------------------------------------------------- | ---------- |
| フレデリク・ダンピエール | ナタリー・ドロン       | 阪口美奈子                                                                                    | 真山知子   |
| オリヴィエ・フェルモン   | ルノー・ヴェルレー     | 志垣太郎                                                                                      | 池田秀一   |
| エンリコ・フォンタナ     | ロベール・オッセン     | 土屋嘉男                                                                                      | 森川公也   |
| ジャン＝ピエール         | ベルナール・ル・コク   | 鍋谷孝幸                                                                                      | 安原義人   |
| クリスティーヌ           | カティア・クリスチーヌ | 来路史圃                                                                                      |            |
| 不明 その他              |                        | 真木恭介 宮川洋一 幸田弘子 鎗田順吉 遠藤晴 木原正二郎 竹口安芸子 古川登志夫 福井友信 須田博光 |            |
|                          |                        |                                                                                               |            |
| 演出                     | 演出                   | 加藤敏                                                                                        |            |
| 翻訳                     | 翻訳                   | 小川裕子                                                                                      |            |
| 効果                     | 効果                   | TFC                                                                                           |            |
| 調整                     |                        |                                                                                               |            |
| 制作                     | 制作                   | 東北新社                                                                                      |            |
| 解説                     | 解説                   | 水野晴郎                                                                                      |            |
| 初回放送                 | 初回放送               | 1974年5月1日 『水曜ロードショー』                                                             |            |

## スタッフ
- 監督・脚本：ミシェル・ボワロン
- 製作：フランシス・コーヌ
- 脚本：クロード・ブリュレ、アネット・ワドマン
- 撮影：ジャン＝マルク・リペール
- 音楽：フランシス・レイ